# Aviator-Gletscher
Der Aviator-Gletscher ist ein großer, mehr als 100 km langer und etwa 8 km breiter Gletscher, der in südlicher Richtung vom Polarplateau im nördlichen Viktorialand entlang der Westflanke der Mountaineer Range zur Lady Newnes Bay fließt, die er zwischen Kap Sibbald und dem Hayes Head erreicht und wo er in Form einer schwimmenden Gletscherzunge bei 74° 0′ S, 165° 50′ O endet.
Captain William Michael Hawkes (1910–1994) von der United States Navy fotografierte den Gletscher beim historischen ersten Flug von Neuseeland zum McMurdo-Sund am 17. Dezember 1955. Ein Versuch, ihn per Hubschrauber und von Land aus zu erkunden, scheiterte im Dezember 1958 bei einer von 1958 bis 1959 durchgeführten Kampagne im Rahmen der New Zealand Geological Survey Antarctic Expedition, nachdem der Eisbrecher Glacier durch Eisdruck beschädigt worden war. Benannt ist der Gletscher zu Ehren der Piloten (englisch: aviator), die an der Erkundung und Erforschung Antarktikas beteiligt waren.